# Viola orbignyana
Viola orbignyana är en violväxtart som beskrevs av Esprit Alexandre Remy. Viola orbignyana ingår i släktet violer, och familjen violväxter. Inga underarter finns listade i Catalogue of Life.